# Albrecht Rosenstengel
Albrecht Rosenstengel (* 25. Mai 1912 in Olpe; † 17. Dezember 1995 in Denzlingen) war ein deutscher Komponist von Chorwerken und Professor für Musik an der Pädagogischen Hochschule Freiburg.

## Leben und Werk
Albrecht Rosenstengel studierte an der Musikhochschule Köln bei Heinrich Lemacher, Felix Oberborbeck und Edmund Joseph Müller (Musikpädagogik). Zum 1. Mai 1933 trat er der NSDAP bei (Mitgliedsnummer 2.935.510). Er wirkte dann zunächst als Studienrat in Hamm. Ab 1962 wirkte er zunächst als Dozent, später als Professor an der Pädagogischen Hochschule Freiburg im Breisgau.
Albrecht Rosenstengel wirkte als Chorleiter und freier Mitarbeiter beim damaligen Nordwestdeutschen Rundfunk und später beim Süddeutschen Rundfunk.
Sein Werk umfasst insbesondere Kantaten, Instrumentalmusik und Lieder für Chöre. Er komponierte für die musikalische Erziehung an Schulen eine heitere Bildkantate für Jugendchor, Klavier, rhythmische Instrumente und eine Jazzgruppe nach den Motiven Vater und Sohn von Erich Ohser alias e.o.plauen.